# Liste der Bildungsminister Brasiliens
Die Liste der Bildungsminister Brasiliens verzeichnet sämtliche Minister des brasilianischen Ministeriums für Bildung (portugiesisch Ministério da Educação). Die Amtsbezeichnung lautet Ministro da Educação, seit 12. Mai 2016 kurzfristig Ministro da Educação e Cultura und nach Ausgliederung des Kulturressorts erneut Ministro da Educação.
| #  | Name                                                   | Beginn        | Ende          | Amt | Regierung von                             |
| -- | ------------------------------------------------------ | ------------- | ------------- | --- | ----------------------------------------- |
| 1  | Francisco Campos                                       | 6. Dez. 1930  | 31. Aug. 1931 | Ministério dos Negócios da Educação e Saúde Pública Minister für Angelegenheiten der Bildung und Öffentlichen Gesundheit                                                          | Getúlio Vargas                            |
| —  | Belisário Penna (interimistisch)                       | 16. Sep. 1931 | 1. Dez. 1931  | Ministério dos Negócios da Educação e Saúde Pública Minister für Angelegenheiten der Bildung und Öffentlichen Gesundheit                                                          | Getúlio Vargas                            |
| 2  | Francisco Campos                                       | 2. Dez. 1931  | 15. Sep. 1932 | Ministério dos Negócios da Educação e Saúde Pública Minister für Angelegenheiten der Bildung und Öffentlichen Gesundheit                                                          | Getúlio Vargas                            |
| 3  | Washington Ferreira Pires                              | 16. Sep. 1932 | 23. Juli 1934 | Ministério dos Negócios da Educação e Saúde Pública Minister für Angelegenheiten der Bildung und Öffentlichen Gesundheit                                                          | Getúlio Vargas                            |
| 4  | Gustavo Capanema                                       | 23. Juli 1934 | 13. Jan. 1937 | Ministério dos Negócios da Educação e Saúde Pública Minister für Angelegenheiten der Bildung und Öffentlichen Gesundheit                                                          | Getúlio Vargas                            |
| 4  | Gustavo Capanema                                       | 13. Jan. 1937 | 30. Okt. 1945 | Ministério da Educação e Saúde Minister für Bildung und Gesundheit, Bildungs- und Gesundheitsminister, Erziehungs- und Gesundheitsminister, Minister für Erziehung und Gesundheit | Getúlio Vargas                            |
| 5  | Raul Leitão da Cunha                                   | 30. Okt. 1945 | 31. Jan. 1946 | Ministério da Educação e Saúde Minister für Bildung und Gesundheit, Bildungs- und Gesundheitsminister, Erziehungs- und Gesundheitsminister, Minister für Erziehung und Gesundheit | José Linhares                             |
| 6  | Ernesto de Sousa Campos                                | 31. Jan. 1946 | 6. Dez. 1946  | Ministério da Educação e Saúde Minister für Bildung und Gesundheit, Bildungs- und Gesundheitsminister, Erziehungs- und Gesundheitsminister, Minister für Erziehung und Gesundheit | Gaspar Dutra                              |
| 7  | Clemente Mariani                                       | 6. Dez. 1946  | 15. Mai 1950  | Ministério da Educação e Saúde Minister für Bildung und Gesundheit, Bildungs- und Gesundheitsminister, Erziehungs- und Gesundheitsminister, Minister für Erziehung und Gesundheit | Gaspar Dutra                              |
| —  | Eduardo Rios Filho (interimistisch)                    | 15. Mai 1950  | 4. Aug. 1950  | Ministério da Educação e Saúde Minister für Bildung und Gesundheit, Bildungs- und Gesundheitsminister, Erziehungs- und Gesundheitsminister, Minister für Erziehung und Gesundheit | Gaspar Dutra                              |
| 8  | Pedro Calmon                                           | 4. Aug. 1950  | 31. Jan. 1951 | Ministério da Educação e Saúde Minister für Bildung und Gesundheit, Bildungs- und Gesundheitsminister, Erziehungs- und Gesundheitsminister, Minister für Erziehung und Gesundheit | Gaspar Dutra                              |
| 9  | Ernesto Simões Filho                                   | 31. Jan. 1951 | 25. Mai 1953  | Ministério da Educação e Saúde Minister für Bildung und Gesundheit, Bildungs- und Gesundheitsminister, Erziehungs- und Gesundheitsminister, Minister für Erziehung und Gesundheit | Getúlio Vargas                            |
| —  | Péricles Madureira de Pinho (interimistisch)           | 26. Mai 1953  | 24. Juni 1953 | Ministério da Educação e Saúde Minister für Bildung und Gesundheit, Bildungs- und Gesundheitsminister, Erziehungs- und Gesundheitsminister, Minister für Erziehung und Gesundheit | Getúlio Vargas                            |
| 10 | Antônio Balbino                                        | 25. Juni 1953 | 2. Juli 1954  | Ministério da Educação Minister für Bildung, Bildungsminister oder Erziehungsminister                                                                                             | Getúlio Vargas                            |
| 11 | Edgard Santos                                          | 6. Juli 1954  | 24. Aug. 1954 | Ministério da Educação Minister für Bildung, Bildungsminister oder Erziehungsminister                                                                                             | Getúlio Vargas                            |
| 11 | Edgard Santos                                          | 24. Aug. 1954 | 2. Sep. 1954  | Ministério da Educação Minister für Bildung, Bildungsminister oder Erziehungsminister                                                                                             | Café Filho                                |
| 12 | Cândido Mota Filho                                     | 2. Sep. 1954  | 17. Nov. 1955 | Ministério da Educação Minister für Bildung, Bildungsminister oder Erziehungsminister                                                                                             | Café Filho                                |
| 13 | Abgar Renault                                          | 25. Nov. 1955 | 31. Jan. 1956 | Ministério da Educação Minister für Bildung, Bildungsminister oder Erziehungsminister                                                                                             | Nereu Ramos                               |
| 14 | Clóvis Salgado da Gama                                 | 31. Jan. 1956 | 30. Apr. 1956 | Ministério da Educação Minister für Bildung, Bildungsminister oder Erziehungsminister                                                                                             | Juscelino Kubitschek                      |
| —  | Celso Brant (interimistisch)                           | 30. Apr. 1956 | 2. Okt. 1956  | Ministério da Educação Minister für Bildung, Bildungsminister oder Erziehungsminister                                                                                             | Juscelino Kubitschek                      |
| —  | Nereu Ramos (interimistisch)                           | 3. Okt. 1956  | 4. Nov. 1956  | Ministério da Educação Minister für Bildung, Bildungsminister oder Erziehungsminister                                                                                             | Juscelino Kubitschek                      |
| —  | Clóvis Salgado da Gama                                 | 4. Nov. 1956  | 18. Juni 1959 | Ministério da Educação Minister für Bildung, Bildungsminister oder Erziehungsminister                                                                                             | Juscelino Kubitschek                      |
| 15 | Pedro Calmon                                           | 18. Juni 1959 | 16. Juni 1960 | Ministério da Educação Minister für Bildung, Bildungsminister oder Erziehungsminister                                                                                             | Juscelino Kubitschek                      |
| —  | José Pedro Ferreira da Costa (interimistisch)          | 17. Juni 1960 | 24. Juni 1960 | Ministério da Educação Minister für Bildung, Bildungsminister oder Erziehungsminister                                                                                             | Juscelino Kubitschek                      |
| 16 | Pedro Paulo Penido                                     | 1. Juli 1960  | 17. Okt. 1960 | Ministério da Educação Minister für Bildung, Bildungsminister oder Erziehungsminister                                                                                             | Juscelino Kubitschek                      |
| —  | Clóvis Salgado da Gama                                 | 18. Okt. 1960 | 31. Jan. 1961 | Ministério da Educação Minister für Bildung, Bildungsminister oder Erziehungsminister                                                                                             | Juscelino Kubitschek                      |
| 17 | Brígido Fernandes Tinoco                               | 31. Jan. 1961 | 25. Aug. 1961 | Ministério da Educação Minister für Bildung, Bildungsminister oder Erziehungsminister                                                                                             | Jânio Quadros                             |
| 18 | Antônio Ferreira de Oliveira Brito                     | 8. Sep. 1961  | 11. Juli 1962 | Ministério da Educação Minister für Bildung, Bildungsminister oder Erziehungsminister                                                                                             | João Goulart                              |
| 19 | Roberto Lira                                           | 12. Juli 1962 | 14. Sep. 1962 | Ministério da Educação Minister für Bildung, Bildungsminister oder Erziehungsminister                                                                                             | João Goulart                              |
| 20 | Darcy Ribeiro                                          | 18. Sep. 1962 | 23. Jan. 1963 | Ministério da Educação Minister für Bildung, Bildungsminister oder Erziehungsminister                                                                                             | João Goulart                              |
| 21 | Teotônio Monteiro de Barros                            | 23. Jan. 1963 | 18. Juni 1963 | Ministério da Educação Minister für Bildung, Bildungsminister oder Erziehungsminister                                                                                             | João Goulart                              |
| 22 | Paulo de Tarso Santos                                  | 18. Juni 1963 | 21. Okt. 1963 | Ministério da Educação Minister für Bildung, Bildungsminister oder Erziehungsminister                                                                                             | João Goulart                              |
| —  | Júlio Furquim Sambaqui (interino)                      | 21. Okt. 1963 | 6. Apr. 1964  | Ministério da Educação Minister für Bildung, Bildungsminister oder Erziehungsminister                                                                                             | João Goulart                              |
| 23 | Luís Antônio da Gama e Silva                           | 6. Apr. 1964  | 15. Apr. 1964 | Ministério da Educação Bildungsminister, Erziehungsminister, Minister für Bildung oder Minister für Erziehung                                                                     | Ranieri Mazzilli Zeit der Militärdiktatur |
| 24 | Flávio Suplicy de Lacerda                              | 15. Apr. 1964 | 8. März 1965  | Ministério da Educação Bildungsminister, Erziehungsminister, Minister für Bildung oder Minister für Erziehung                                                                     | Humberto Castelo Branco                   |
| 24 | Flávio Suplicy de Lacerda                              | 22. Apr. 1965 | 10. Jan. 1966 | Ministério da Educação Bildungsminister, Erziehungsminister, Minister für Bildung oder Minister für Erziehung                                                                     | Humberto Castelo Branco                   |
| 25 | Pedro Aleixo                                           | 10. Jan. 1966 | 30. Juni 1966 | Ministério da Educação Bildungsminister, Erziehungsminister, Minister für Bildung oder Minister für Erziehung                                                                     | Humberto Castelo Branco                   |
| 26 | Raymundo Augusto de Castro Moniz de Aragão             | 30. Juni 1966 | 4. Okt. 1966  | Ministério da Educação Bildungsminister, Erziehungsminister, Minister für Bildung oder Minister für Erziehung                                                                     | Humberto Castelo Branco                   |
| —  | Guilherme Augusto Canedo de Magalhães (interimistisch) | 4. Okt. 1966  | 17. Okt. 1966 | Ministério da Educação Bildungsminister, Erziehungsminister, Minister für Bildung oder Minister für Erziehung                                                                     | Humberto Castelo Branco                   |
| —  | Guilherme Augusto Canedo de Magalhães (interimistisch) | 21. Okt. 1966 | 10. Nov. 1966 | Ministério da Educação Bildungsminister, Erziehungsminister, Minister für Bildung oder Minister für Erziehung                                                                     | Humberto Castelo Branco                   |
| 27 | Tarso de Morais Dutra                                  | 15. März 1967 | 5. Dez. 1967  | Ministério da Educação e Cultura Minister für Bildung und Kultur, Bildungs- und Kulturminister                                                                                    | Artur da Costa e Silva                    |
| —  | Favorino Bastos Mércio (interimistisch)                | 13. Dez. 1967 | 31. Aug. 1969 | Ministério da Educação e Cultura Minister für Bildung und Kultur, Bildungs- und Kulturminister                                                                                    | Artur da Costa e Silva                    |
| —  | Favorino Bastos Mércio (interimistisch)                | 31. Aug. 1969 | 3. Nov. 1969  | Ministério da Educação e Cultura Minister für Bildung und Kultur, Bildungs- und Kulturminister                                                                                    | Junta Governativa Provisória de 1969      |
| 28 | Jarbas Passarinho                                      | 3. Nov. 1969  | 15. März 1974 | Ministério da Educação e Cultura Minister für Bildung und Kultur, Bildungs- und Kulturminister                                                                                    | Emilio Medici                             |
| 29 | Ney Braga                                              | 15. März 1974 | 30. Mai 1978  | Ministério da Educação e Cultura Minister für Bildung und Kultur, Bildungs- und Kulturminister                                                                                    | Ernesto Geisel                            |
| 30 | Euro Brandão                                           | 30. Mai 1978  | 14. März 1979 | Ministério da Educação e Cultura Minister für Bildung und Kultur, Bildungs- und Kulturminister                                                                                    | Ernesto Geisel                            |
| 31 | Eduardo Portella                                       | 15. März 1979 | 26. Nov. 1980 | Ministério da Educação e Cultura Minister für Bildung und Kultur, Bildungs- und Kulturminister                                                                                    | João Figueiredo                           |
| 32 | Rubem Carlos Ludwig                                    | 27. Nov. 1980 | 24. Aug. 1982 | Ministério da Educação e Cultura Minister für Bildung und Kultur, Bildungs- und Kulturminister                                                                                    | João Figueiredo                           |
| 33 | Esther de Figueiredo Ferraz                            | 24. Aug. 1982 | 15. März 1985 | Ministério da Educação e Cultura Minister für Bildung und Kultur, Bildungs- und Kulturminister                                                                                    | João Figueiredo                           |
| 34 | Marco Maciel                                           | 15. März 1985 | 14. Feb. 1986 | Ministério da Educação Bildungsminister | José Sarney Sechste oder Neue Republik    |
| 35 | Jorge Bornhausen                                       | 14. Feb. 1986 | 5. Okt. 1987  | Ministério da Educação Bildungsminister | José Sarney Sechste oder Neue Republik    |
| —  | Aloísio Guimarães Sotero (interimistisch)              | 6. Okt. 1987  | 30. Okt. 1987 | Ministério da Educação Bildungsminister | José Sarney Sechste oder Neue Republik    |
| 36 | Hugo Napoleão do Rego Neto                             | 3. Nov. 1987  | 16. Jan. 1989 | Ministério da Educação Bildungsminister | José Sarney Sechste oder Neue Republik    |
| 37 | Carlos Corrêa de Menezes Sant'anna                     | 16. Jan. 1989 | 14. März 1990 | Ministério da Educação Bildungsminister | José Sarney Sechste oder Neue Republik    |
| 38 | Carlos Chiarelli                                       | 15. März 1990 | 21. Aug. 1991 | Ministério da Educação Bildungsminister | Fernando Collor                           |
| 39 | José Goldemberg                                        | 22. Aug. 1991 | 4. Aug. 1992  | Ministério da Educação Bildungsminister | Fernando Collor                           |
| 40 | Eraldo Tinoco Melo                                     | 4. Aug. 1992  | 1. Okt. 1992  | Ministério da Educação Bildungsminister | Fernando Collor                           |
| 41 | Murílio de Avellar Hingel                              | 1. Okt. 1992  | 1. Jan. 1995  | Ministério da Educação Bildungsminister | Itamar Franco                             |
| 42 | Paulo Renato Souza                                     | 1. Jan. 1995  | 1. Jan. 2003  | Ministério da Educação Bildungsminister | Fernando Henrique Cardoso                 |
| 43 | Cristovam Buarque                                      | 1. Jan. 2003  | 27. Jan. 2004 | Ministério da Educação Bildungsminister | Luiz Inácio Lula da Silva                 |
| 44 | Tarso Genro                                            | 27. Jan. 2004 | 29. Juli 2005 | Ministério da Educação Bildungsminister | Luiz Inácio Lula da Silva                 |
| 45 | Fernando Haddad                                        | 29. Juli 2005 | 1. Jan. 2011  | Ministério da Educação Bildungsminister | Luiz Inácio Lula da Silva                 |
| 45 | Fernando Haddad                                        | 1. Jan. 2011  | 23. Jan. 2012 | Ministério da Educação Bildungsminister | Dilma Rousseff                            |
| 46 | Aloizio Mercadante                                     | 24. Jan. 2012 | 2. Feb. 2014  | Ministério da Educação Bildungsminister | Dilma Rousseff                            |
| 47 | José Henrique Paim                                     | 3. Feb. 2014  | 1. Jan. 2015  | Ministério da Educação Bildungsminister | Dilma Rousseff                            |
| 48 | Cid Gomes                                              | 1. Jan. 2015  | 18. März 2015 | Ministério da Educação Bildungsminister | Dilma Rousseff                            |
| —  | Luiz Cláudio Costa (interimistisch)                    | 18. März 2015 | 6. Apr. 2015  | Ministério da Educação Bildungsminister | Dilma Rousseff                            |
| 49 | Renato Janine Ribeiro                                  | 6. Apr. 2015  | 1. Okt. 2015  | Ministério da Educação Bildungsminister | Dilma Rousseff                            |
| 50 | Aloizio Mercadante                                     | 2. Okt. 2015  | 12. Mai 2016  | Ministério da Educação Bildungsminister | Dilma Rousseff                            |
| 51 | Mendonça Filho                                         | 12. Mai 2016  | 6. Apr. 2018  | kurzfristig zusammengelegt als Ministério da Educação e Cultura Minister für Bildung und Kultur                                                                                   | Michel Temer                              |
| 52 | Rossieli Soares                                        | 6. Apr. 2018  | 31. Dez. 2018 | Ministério da Educação Bildungsminister | Michel Temer                              |
| 53 | Ricardo Vélez Rodríguez                                | 1. Jan. 2019  | 8. Apr. 2019  | Ministério da Educação Bildungsminister | Jair Bolsonaro                            |
| 54 | Abraham Weintraub                                      | 9. Apr. 2019  | 19. Juni 2020 | Ministério da Educação Bildungsminister | Jair Bolsonaro                            |
| —  | vakant                                                 | 20. Juni 2020 | 16. Juli 2020 | Ministério da Educação Bildungsminister | Jair Bolsonaro                            |
| 55 | Milton Ribeiro                                         | 16. Juli 2020 | 28. März 2022 | Ministério da Educação Bildungsminister | Jair Bolsonaro                            |
| 56 | Victor Godoy Veiga                                     | 29. März 2022 |               | Ministério da Educação Bildungsminister | Jair Bolsonaro                            |